# Liste de musées en Arménie
Pour les autres articles nationaux ou selon les autres juridictions, voir Liste des musées par pays.
Cet article présente une liste de musées non exhaustive en Arménie par localisation.

## Armavir

### Araks
- Mémorial de Sardarapat

## Shirak

### Gyumri
- Musée de géologie de Gyumri
- Musée architectural de Gyumri

## Syunik

### Sisian
- Musée historique de Sisian

## Liste de « maisons-musées »
- Musée Sergueï-Paradjanov
- Musée Aram-Khatchatourian
- Musée du mouvement patriotique, nommé en référence à Andranik Ozanian
- Maison-musée de Hovhannès Toumanian
- Maison-musée de Yéghiché Tcharents
- Maison-musée de Avetik Issahakian
- Maison-musée d'Alexandre Spendarian
- Maison-musée d'Ervand Kotchar
- Maison-musée de Khatchatour Abovian
- Maison-musée de Minas Avétissian
- Maison-musée de Derenik Demirchian
- Maison-musée de Martiros Sarian
- Maison-musée de Stepan Shaumian
- Maison-musée Vazgen-Sargsian